# Collection (album 2NE1)
COLLECTION – pierwszy japoński album studyjny południowokoreańskiej grupy 2NE1, wydany 28 marca 2012 roku przez YGEX. Został wydany w trzech edycjach (CD, CD+DVD, CD+2DVD+Photobook). Zadebiutował na 5. pozycji tygodniowej listy Oricon Album Chart i pozostał na niej przez 18 tygodni. Album sprzedał się w liczbie 42 269 egzemplarzy.

## Lista utworów
| CD  | CD                                            | CD                                    | CD                      | CD      |
| Nr  | Tytuł utworu                                  | Tekst                                 | Muzyka                  | Długość |
| --- | --------------------------------------------- | ------------------------------------- | ----------------------- | ------- |
| 1.  | „Fire”                                        | Teddy Park, Sunny Boy                 | Teddy                   | 3:45    |
| 2.  | „Scream”                                      | Teddy, Verbal (m-flo)                 | Teddy, Dee.P            | 3:42    |
| 3.  | „Go Away”                                     | Teddy, Shoko Fujibayashi, Sunny Boy   | Teddy                   | 3:39    |
| 4.  | „Follow Me”                                   | Teddy, Kenn Kato                      | Teddy                   | 3:08    |
| 5.  | „I Don't Care”                                | Teddy, E.Knock, Rina Moon, Sunny Boy  | Teddy, E.Knock          | 4:00    |
| 6.  | „I Am the Best”                               | Teddy, 17J                            | Teddy                   | 3:31    |
| 7.  | „It Hurts”                                    | E.Knock, Tatsuji Ueda                 | E.Knock, Sunwoo Jeong A | 4:16    |
| 8.  | „Clap Your Hands”                             | E.Knock, Sunny Boy                    | E.Knock                 | 3:42    |
| 9.  | „Love is Ouch”                                | Masta Wu, Ritsuko Tanifuji, Sunny Boy | Choice37, Big Tone      | 3:53    |
| 10. | „Ugly”                                        | Teddy, Kenn Kato                      | Teddy, Lydia Paek       | 4:09    |
| 11. | „Like a Virgin” (Madonna cover) (Bonus track) | Tom Kelly, Billy Steinberg            |                         | 4:14    |